# Чекме
Чекме (мађ. Csökmő) град је у Мађарској. Чекме је један од градова у оквиру жупаније Хајду-Бихар.
Покрива површину од 68,97 km2 (27 sq mi) и има популацију од 1.925 људи (процена за 2013. годину).

## Географски положај
Налази се на југозападној ивици равнице Бихар, близу ушћа река Берећо и Шебеш-Кереш. Најближи град је Сегхалом 12 километара западно, а остали суседи су: Дарваш са североистока, Комади са истока, Ујираз са југоистока, Чаркад са запада и регионални пут са северозапада.

## Историја
Према усменом предању, у атару села је пре доласка Мађара на ове просторе постојао аварски прстен (аварски налази су већ пронађени), а Мађари приликом доласка већ наишли на насељена села. Најстарији писани доказ о постојању села је „Варади Регеструм”, према коме је 1219. године оптужени из Чекмеа био позван и на црквени суд, који је судио по тесту ужареног гвожђа. Село је уништено током најезде Татара, а поново је насељено четрдесетак година касније. Поред Авара, првобитни становници овог краја и села били су Словени, али су се овде смењивали или трпели Готи, Хуни, Гепиди, Римљани, Бугари и Хазари, узнемирени наследним ратовима. У ствари, освајачи су чак пронашли Секеље и Олахе, све док коначно парламент из 1279. није одредио обале реке Кереш, укључујући притоке, као место насељавања Куна.
Од почетка 1700-их, Чекме је припадао Нађвараду као део округа Тисантули, затим округа Нађварад. Између 1867. и 1918. био је у округу Бихар, такође са седиштем Нађварад, када је Бихар био највећи округ у Мађарској. Године 1920. већи део округа је припојен Румунији, а овде се доселио и административни и верски центар Нађварад. Мања половина округа Бихар остала је у Мађарској, њено седиште је било Беретћоујфалу, а припадао јој је и Чекме. После друге одлуке у Бечу, стари Бихар Нађварад је поново био у власништву Мађарске, али је после 1945. године враћено стање пре 1940. године. Преостали округ Бихар је реорганизован 1950. године и оживљен под именом Хајду-Бихар са Дебрецином као центром.

## Популација
| Година     | 1980.          | 1990.          | 2001.          | 2010.           | 2011.          | 2013.           |
| Популација | 2.462 (цензус) | 2.238 (цензус) | 2.171 (цензус) | 1.835 (процена) | 1.928 (цензус) | 1.925 (процена) |
| ---------- | -------------- | -------------- | -------------- | --------------- | -------------- | --------------- |

Током пописа из 2011. године, 85% становника се изјаснило као Мађари, 4% као Роми, а 0,2% као Немци (15% се није изјаснило, због двојног идентитета, укупан број може бити већи од 100%).
Верска дистрибуција је била следећа: римокатолици 4,1%, реформисани 43,5%, гркокатолици 0,2%, лутерани 0,2%, неденоминациони 29,9% (21,8% није одговорило).